# Lintas
La Lintas è stata un'importante agenzia pubblicitaria multinazionale, per decenni collegata al colosso anglo-olandese Unilever.

## Storia
Nel 1899 il saponificio londinese Lever Brothers costituì il proprio ufficio pubblicitario interno per elaborare la propaganda dei propri prodotti. Inizialmente questa struttura si chiamava Lever House Advertising Service.
Poiché la Gran Bretagna era al centro di un vasto impero coloniale e la Lever vendeva in tutti i territori dell'Impero britannico, il suo ufficio pubblicitario si abituò presto a concepire campagne pubblicitarie su scala mondiale, che tenessero conto delle differenze culturali fra i diversi paesi. Così il nome dell'ufficio fu adeguato in Lever International Advertising Service, abbreviato in Lintas.
Dopo la fusione, nel 1930, fra la Lever Brothers e l'olandese Margarine Unie, che diede vita alla Unilever, la Lintas fu costituita in società autonoma, ma controllata dalla casa madre. Oltre a continuare a curare la pubblicità della Unilever, la Lintas poteva occuparsi delle campagne pubblicitarie anche per altri clienti, purché non fossero in concorrenza diretta con la controllante: questa clientela esterna rappresentava circa un quinto del fatturato.
Nel dopoguerra la Lintas aveva uffici in ventisei nazioni e curava campagne pubblicitarie in quarantanove lingue: era la più grande agenzia pubblicitaria europea. In particolare, nel 1948, fu la prima agenzia anglossassone a stabilire una filiale in Italia, introducendovi la nuova organizzazione "industriale" delle agenzie a servizio completo.
Nel 1967 fu firmata una joint-venture con l'agenzia americana SSC&B, che permise alla Lintas di entrare nel mercato americano. Nel 1970 la SSC&B acquisì il 49% della Lintas: il gruppo che ne nacque era la settima maggiore agenzia mondiale.
Nel corso degli anni settanta, tuttavia, la collaborazione con la SSC&B si dimostrò deludente. Un partner americano più adatto fu indididuato nella McCann Erickson. Perciò nel 1982 la SSC&B-Lintas fu interamente acquisita dall'Interpublic Group of Companies, che già controllava la McCann. La più famosa campagna della Lintas di questo periodo fu quella per la Diet Coke con lo slogan "Just a taste of it".
Poiché durante gli anni ottanta tre quarti del fatturato provenivano dai mercati esteri (rispetto agli Stati Uniti) nel 1987 l'agenzia prese il nome di Lintas Worldwide.
Nei primi anni novanta la Lintas subì una pesante perdita di clientela, perciò l'IPG acquisì l'agenzia Ammirati-Puris e nel 1996 la fuse con la Lintas, creando la Ammirati-Puris-Lintas (APL).
Nel 1999 la Interpublic riorganizzò le proprie attività, e decise di fondere la APL con la Lowe, dando vita alla Lowe Lintas.
Tuttavia, nel 2002, dopo un'ulteriore ristrutturazione del gruppo, il nome Lintas scomparve e l'agenzia si chiamò Lowe Worldwide. Il nome Lintas rimane solo nella ragione sociale delle filiali che operano in Portogallo e India. In particolare il MullenLowe Lintas Group è la filiale indiana dell'agenzia MullenLowe.